# Micrambyx humilis
Micrambyx humilis là một loài bọ cánh cứng trong họ Cerambycidae.